# Victoria Gill
Victoria Gill es una deportista británica que compitió en triatlón. Ganó dos medallas en el Campeonato Europeo de Triatlón de Larga Distancia en los años 2014 y 2015.

## Palmarés internacional
| Campeonato Europeo | Campeonato Europeo     | Campeonato Europeo | Campeonato Europeo |
| Año                | Lugar                  | Medalla            | Prueba             |
| ------------------ | ---------------------- | ------------------ | ------------------ |
| 2014               | Almere (Países Bajos)  | Medalla de bronce  | Individual         |
| 2015               | Weymouth (Reino Unido) | Medalla de plata   | Individual         |